# Mannbreen
Der Mannbreen ist ein  Gletscher in der Heimefrontfjella des ostantarktischen Königin-Maud-Lands. In der Tottanfjella liegt er zwischen dem Bowrakammen und der Johnsonhogna. 
Wissenschaftler des Norwegischen Polarinstituts benannten ihn 1973 nach dem Geodäten Neville Sanders Mann, der in seiner Zeit auf der Halley-Station während einer Schlittentour am 15. August 1963 spurlos verschollen gegangen war.